# تروبلستاک
تروبلستاک (به لاتین: Trubelstock) یک کوه در سوئیس است که در کانتون وله واقع شده‌است. تروبلستاک ۲٬۹۹۸ متر بالاتر از سطح دریا واقع شده‌است.